# Phylica fruticosa
Phylica fruticosa är en brakvedsväxtart som beskrevs av Rudolf Schlechter. Phylica fruticosa ingår i släktet Phylica och familjen brakvedsväxter. Inga underarter finns listade i Catalogue of Life.